# Логор у селу Вечићи
Логор у селу Вечићи је био један од највећих логора за Србе у општини Котор Варош током рата у Босни и Херцеговини.

## Оснивање логора
Дана 11. јуна 1992. године припадници муслиманско-хрватских паравојних формација (мјештани) са подручја општине Котор Варош у овом селу су организовали логор за лица српске националности, по наредби заповједника/команданта Алагић Раифа. У овом селу заробљеници су често премјештани из једног објекта у други, тако да би се могло закључити да је цијело село Вечићи у одређеном временском периоду био логор за лица српске националности. До сада су идентификовани следећи објекти (имали су два дијела: војни и цивилни) у којима су затварани заробљеници:
- подрум куће Хибић Касима,
- изгорјела љетна кухиња Хибић Касима, код тзв. главног затвора,
- гаража и складиште трговине (раније је ту био и кафе бар) Рефика Ботића,
- шупа Алије Алагића,
- кућа Хибић Хајрије, Џемала и Ђанка,
- магаза и кућа Бербић Рамиза,
- кућа Билић Хајрије,
- кућа у којој је била команда-спрат куће.[3]

## Функционисање логора
Цијело љето 1992. године овдје су довођена и затварана заробљена лица:
- Дана 13.06./14.07.1992. године овдје су доведена два цивила српске националности: отац и син. Истога дана из мјеста заточења у селу Постоље, општина Котор Варош доведена је и једна жена, која је у просторији у којој су већ били једно лице српске националности и једно лице бошњачке националности (овај Бошњак је заробљен и затворен јер је заједно са синовима предао оружје Србима и оптужен је да је сарадник четника).
- Дана 24.07.1992. године у овај логор доведен је један заробљени цивил српске националности. Он је у мјесту заточења остао 52 дана/три мјесеца и 18 дана.
- Дана 27.07.1992. године овдје је доведено пет заробљених војника српске националности из мјеста заточења у селу Равне, општина Котор Варош. Неки од заробљеника су умрли послије три-четири дана, од посљедица мучења и злостављања, а неки су послије двадесетак дана одведени у непознатом правцу и убијени/стријељани.
- Дана 23.08.1992. године овдје је доведен дванаестогодишњи дјечак српске националности, из мјеста заточења засеок Чиркино Брдо, село Врбањци, општина Котор Варош.

Методе злостављања у овом логору су биле сличне као и у осталим логорима, мада је било и метода карактеристичних само за овај логор. Међу заробљеницима је било и рањеника, који су касније умрли у мјесту заточења, од посљедица рањавања, као и старијих људи. Највише су злостављани заробљени војници.

## Извршиоци злостављања
Хапшења и злостављања над заробљеним лицима вршили су припадници муслиманско-хрватске диверзантско терористичке групе (ДТГ) из Вечића. Међу њима заробљеници су препознали: Зехер Раму-„Парагу“-вођа ДТГ (био је посебно суров према заробљеницима), Смајловић Миралема, који је испитивао заробљенике, Бербић Нурија, чувар, те Алагић Миралема, Барић Анту, Бербић Нурију, Беребић Раму-„Рапу“, Бербић Сулејмана-Суљу, Билић Ђемала-„Ђемка“, Билић Мухамеда-„Мешу“, Билић Ћамила, Бјелобрк Марка, Ботић Миралема, Бркић Ивана, Вунић Мухарема, Зец Каранфила, Зец Џевада, Ковачић Ахмета-„Хаџију“, Ковачић Ниска, Лозић Шекиба, Мензил Суада, Пилић Мату, Рамић Есу-„Турчина“, Садиковић Мухамед, Смаиловић Миралема, Хибић Најка, Татар Мирсада, Хибић Неџада, Хибић Сеада, Хибић Шаћира, Ћејван Сурмина, Хускић Суада-„Тарабу“, Хускић Џевада. У премлаћивању заробљеника учествовали су сви напријед набројани, а истицали су се: Алагић Неџиб, Алагић Раиф, Гргић Сулејман, Пиличић Борислав-Боро, Татар Хасиб-„Бибан“, Туран Џевад. Заробљеници су неке од својих мучитеља веома добро познавали, чак су с њима у ранијем, пријератном периоду били у добрим односима, тј. многи од њих су били комшије заробљеницима. Стражари и иследници у овом логору су тврдили да су овдје били затворена и лица због крађа и продаје оружја.Од јуна до новембра 1992. године припадници муслиманскохрватских оружаних формација из овог села су нападали на српска села у которварошкој општини.

## Затварање логора
Овај логор је био у функцији до 02.11.1992. године када су се припадници паравојних формација, које су држале логор одлучили на повлачење према Травнику. Са собом су повели и заробљенике који су им носили муницију. Упали су у засједу Војске Републике Српске и заробљеници су ослобођени.